# MIL-CD
MIL-CD는 비디오 게임 회사인 세가에서 1999년에 만들어진 컴팩트 디스크 형식이다.
MIL-CD의 주요 기능의 목적은 멀티미디어 기능을 추가하려는 것이었다. 특히 세가의 드림 캐스트를 통해 주로 개발하려고 했으며, 인터넷 기능, 전체 화면 영상을 개발하려 힘썼다. 이 실험은 PS3의 오디오 CD/CD-ROM 콤보 디스크와 DVD-Video/DVD-ROM 콤보 디스크, 게임 시스템 및 DVD 플레이어와 같은 실험과 비슷한 것이었다.
MIL-CD 포맷에 대한 드림캐스트의 지원을 통해 해커는 드림캐스트 보안을 우회할 수 있었으며 에뮬레이터, 기계의 홈브루 타이틀 생성, 코드브레이커나 유토피아 부트디스크와 같은 해적판 게임을 실행할 수 있게 되었다. 이후 버전의 드림캐스트는 해적 행위를 줄이기 위해 MIL-CD 포맷에 대한 지원을 중단했다.

## 같이 보기
- GD-ROM